# Laurent Fignon
Laurent Patrick Fignon (Paris, 12 de agosto de 1960 – Paris, 31 de agosto de 2010) foi um ciclista profissional francês que ganhou o Tour de France em 1983 e 1984, deixando de vencer na terceira vez em 1989 pela menor margem de todos os tempos, 8 segundos. Ele também ganhou o Giro d'Italia em 1989, disputou também o Classic cycle races Milan-Sanremo duas vezes.
Foi o vencedor do Tour de France em 1983 e 1984 .
Faleceu aos 50 anos vítima de cancro em 2010, Fignon foi cremado e sepultado em columbário no cemitério parisiense de Père Lachaise.